# George Ward Hunt
Pour les articles homonymes, voir Ward et Hunt.
Cet article possède des paronymes, voir George Ward et George Hunt.
George Ward Hunt, 30 juillet 1825 – 29 juillet 1877, est un membre du Parti conservateur britannique, chancelier de l'Échiquier et Lord de l'Amirauté dans les 1re et 2e cabinets de Benjamin Disraeli.

## Biographie
Il naît à Buckhurst dans le Berkshire, unique fils survivant du pasteur George Hunt. Il est diplômé du collège Christ Church de l'université d'Oxford en 1851 et le 21 novembre de cette même année et appelé au barreau au Inner Temple.
Il intègre finalement la Chambre des communes en 1857 comme député due la circonscription nord du Northamptonshire à la fin de l'année après plusieurs tentatives infructueuses. Il est secrétaires du Trésor de 1866 à 1868 dans le cabinet du 14e comte de Derby.  
Il est ensuite nommé à l'Échiquier quand Disraeli prend ses fonctions. De réputation, quand il a présenté son seul et unique discours de budget au parlement, il s'est aperçu qu'il avait laissé la « boîte rouge » ministérielle le contenant chez lui. Cet incident passe pour être à l'origine de la tradition qui veut que lorsqu'un chancelier s'en va à la Chambre des communes le jour du budget, il montre à la foule rassemblée ladite boîte en la tenant en l'air.
Hunt est nommé à l'Amirauté lors du seconde ministère Disraeli où il sert de 1874 jusqu'à sa mort de la goutte en 1877. Bien que considéré comme compétent aux Finances, son tour à l'Amirauté a longtemps été beaucoup moins apprécié. Récemment, toutefois, cette attitude a changé.

## Famille
Hunt épouse Alice, fille du révérend Robert Eden, évêque de Moray, Ross et Caithness (en) en 1857. Ils ont dix enfants dont l'un, Sir Allen Thomas Hunt, est amiral dans la Royal Navy. Personnage très trapu, Hunt passe pour être responsable du demi-cercle coupé à l'extrémité de la table dans la salle du Conseil de l'Amirauté. L'île Ward Hunt au Canada lui doit son nom. Sa résidence se trouvait à Wadenhoe dans l'Est du Northamptonshire. Il meurt à Bad Homburg en Allemagne en juillet 1877, la veille de son 52e anniversaire. Son épouse meurt en 1894.

## Source de la traduction
- (en) Cet article est partiellement ou en totalité issu de l’article de Wikipédia en anglais intitulé « George Ward Hunt » (voir la liste des auteurs).